# Meaux-la-Montagne
Meaux-la-Montagne is een gemeente in het Franse departement Rhône (regio Auvergne-Rhône-Alpes) en telt 163 inwoners (1999). De plaats maakt deel uit van het arrondissement Villefranche-sur-Saône.

## Geografie
De oppervlakte van Meaux-la-Montagne bedraagt 9,2 km², de bevolkingsdichtheid is 17,7 inwoners per km².
De onderstaande kaart toont de ligging van Meaux-la-Montagne met de belangrijkste infrastructuur en aangrenzende gemeenten.

## Demografie
Onderstaande figuur toont het verloop van het inwonertal (bron: INSEE-tellingen).